# Claudio Risi
Claudio Risi (* 12. November 1948 in Bern, Schweiz; † 26. April 2020 in Rom) war ein italienischer Filmregisseur.

## Leben
Der Sohn des Regisseurs Dino Risi brach 1970 sein Studium der Politikwissenschaften ab, um an der Seite seines Vaters als Regieassistent erste Erfahrungen im Filmgeschäft zu sammeln. Er war in dieser Funktion an fast allen Werken Dino Risis bis 1984 beteiligt; daneben arbeitete er auch für andere Regisseure. Seine ersten beiden Filme, Windsurf, il vento nelle mani und Yesterday, vacanze al mare, waren auf jugendliches Publikum zugeschnitten und wurden ursprünglich für das Fernsehen produziert. Diesem Medium war Risi auch anschließend verhaftet, als er zahlreiche Episoden der langlebigen Reihe I ragazzi della III C drehte. Nach einem sozialkritischen Boxerfilm, Tiger Rage, folgte Ende der 1990er Jahre die nach Carlo Vanzinas Film produzierte Serie S.P.Q.R. In den 2000er Jahren entstanden die vorweihnachtlichen Farcen Matrimonio alle Bahamas und Matrimonio a Parigi mit Massimo Boldi in der Hauptrolle.

## Filmografie (Auswahl)
- 1984: Windsurf, il vento nelle mani
- 1985: Yesterday, vacanze al mare
- 1991: Tiger Rage (I pugni di rabbia)
- 2007: Matrimonio alle Bahamas
- 2011: Matrimonio a Parigi